# Alfredas Stasys Nausėda
Alfredas Stasys Nausėda (ur. 17 czerwca 1950 w Stubriai) – litewski inżynier i polityk. Poseł na Sejm Republiki Litewskiej.

## Życiorys
W 1969 ukończył technikum w Rietavas. Następnie w 1976 uzyskał tytuł inżyniera mechaniki na Litewskiej Akademii Rolniczej (obecnie Uniwersytet Aleksandrasa Stulginskisa).
W latach 1976–1978 była starszym specjalistą ds. Energii w Radzie ds. Rolnictwa w Szyłokarczmie. Od 1978 roku został głównym inżynierem na Farmie Doświadczalnej w Juknaičiai na Litwie, następnie w roku 1988 w gospodarstwie rybnym Rusnė. Od 1993 do 1995 był starszym specjalistą na Wydziale Rolnictwa w Szyłokarczmie. Potem został naczelnikiem w radzie ds. rolnictwa, a do 2015 roku sprawował funkcję kierownika wydziału ds. obszarów wiejskich w gminie rejonowej Szyłokarczma.
W 2016 przyjął propozycję kandydowania do Sejmu z ramienia Litewskiego Związku Rolników i Zielonych. W wyborach w 2016 uzyskał mandat posła na Sejm Republiki Litewskiej.